# Anglesey
Pour les articles homonymes, voir Anglesey (homonymie), Isle of Anglesey et Ynys Môn.
Isle of Anglesey / Sir Ynys Fôn
Anglesey, officiellement, l’Isle of Anglesey (appellation anglaise), et Sir Ynys Fôn (appellation galloise), initialement nommée Anglesey ou Sir Fôn, est un comté situé dans le nord-ouest du pays de Galles. La ville de Llangefni constitue son centre administratif.
Le territoire comprend plusieurs îles, dont celles d’Anglesey et Holy Island.

## Toponymie
Simplement défini par un ensemble de territoires par le Local Government Act 1972, le district prend les noms officiels d’Isle of Anglesey et d’Ynys Môn en vertu du Districts in Wales (Names) Order 1973, un décret en Conseil du 8 janvier 1973 pris par le secrétaire d’État pour le Pays de Galles.
Ainsi, le borough tient ses appellations du toponyme anglais d’isle of Anglesey et du toponyme gallois d’ynys Môn, qui signifient littéralement « île d’Anglesey ».

## Histoire
Le territoire du borough relève du comté administratif d’Anglesey.
Le district de l’Isle of Anglesey est érigé au 1er avril 1974 à partir des territoires suivants : le borough municipal de Beaumaris ;  le district urbain d’Amlwch ;  le district urbain de Holyhead ;  le district urbain de Llangefni ;  le district urbain de Menai Bridge ;  le district rural d’Aethwy ;  le district rural de Twrcelyn ; et le district rural de Valley.
Alors que la notion de borough municipal est abolie par le Local Government Act 1972, le statut de borough est conféré au nouveau district par un décret en Conseil du 21 mai 1974, avec une entrée en vigueur rétroactive au 1er avril 1974. Il est ainsi permis à la zone de gouvernement local de s’intituler « borough de l’Isle of Anglesey » et « d’Ynys Môn » (borough of the Isle of Anglesey ou borough of Ynys Môn en anglais) tandis que son assemblée délibérante prend les noms de « conseil de borough de l’Isle of Anglesey » et « d’Ynys Môn » (Isle of Anglesey Borough Council ou Ynys Môn Borough Council en anglais) au sens de la section 21 du Local Government Act 1972,.
Le borough est aboli au 31 mars 1996 par le Local Government (Wales) Act 1994, son territoire relevant désormais du comté d’Anglesey au sens de la loi.

## Démographie
Alors que le borough admet 65 395 habitants au recensement de 1981, 65 895 résidents sont comptabilisés lors du recensement de 1991. La superficie du territoire du borough est évaluée à 176 638 acres en 1978,,.

## Communautés
Le comté d’Anglesey comprend les communautés suivantes :
| Nom anglais               | Nom gallois               | Superficie (km2) | Population (2011) | Remarques                                                 |
| ------------------------- | ------------------------- | ---------------- | ----------------- | --------------------------------------------------------- |
| Aberffraw                 | Aberffraw                 | 29,54            | 620               | Comprend Tŷ Croes (en).                                   |
| Amlwch                    | Amlwch                    | 18,19            | 3 789             | Ville. Comprend Bull Bay (en) et Burwen (en).             |
| Beaumaris                 | Biwmares                  | 8,56             | 1 938             | Ville. Comprend Llanfaes.                                 |
| Bodedern                  | Bodedern                  | 19,32            | 1 051             |                                                           |
| Bodffordd                 | Bodffordd                 | 25,30            | 960               |                                                           |
| Bodorgan                  | Bodorgan                  | 25,25            | 921               | Comprend Llangadwaladr et Malltraeth (en).                |
| Bryngwran                 | Bryngwran                 | 16,92            | 894               |                                                           |
| Cwm Cadnant               | Cwm Cadnant               | 23,13            | 2 254             | Comprend Llandegfan (en) et Llansadwrn (en).              |
| Cylch y Garn              | Cylch y Garn              | 24,72            | 758               | Comprend Llanfair-yng-Nghornwy (en) et Rhydwyn (en).      |
| Holyhead                  | Caergybi                  | 6,69             | 11 431            | Ville. Comprend Llaingoch (en) et Pont-Hwfa (en).         |
| Llanbadrig                | Llanbadrig                | 13,73            | 1 357             | Comprend Cemaes (en).                                     |
| Llanddaniel Fab           | Llanddaniel Fab           | 13,49            | 776               |                                                           |
| Llanddona                 | Llanddona                 | 16,21            | 691               |                                                           |
| Llanddyfnan               | Llanddyfnan               | 43,23            | 1 061             | Comprend Llangwyllog (en).                                |
| Llaneilian                | Llaneilian                | 16,69            | 1 186             |                                                           |
| Llaneugrad                | Llaneugrad                | 11,41            | 254               | Comprend Marian-glas (en).                                |
| Llanfachraeth             | Llanfachraeth             | 8,44             | 589               |                                                           |
| Llanfaelog                | Llanfaelog                | 12,11            | 1 758             | Comprend Rhosneigr (en).                                  |
| Llanfaethlu               | Llanfaethlu               | 16,81            | 553               | Comprend Llanfwrog (en).                                  |
| Llanfair-Mathafarn-Eithaf | Llanfair Mathafarn Eithaf | 15,13            | 3 382             |                                                           |
| Llanfair Pwllgwyngyll     | Llanfair Pwllgwyngyll     | 3,67             | 3 107             |                                                           |
| Llanfair-yn-neubwll       | Llanfair-yn-neubwll       | 16,06            | 1 874             |                                                           |
| Llanfihangel Ysgeifiog    | Llanfihangel Ysgeifiog    | 20,84            | 1 551             | Comprend Gaerwen (en) et Pentre Berw (en).                |
| Llangefni                 | Llangefni                 | 11,11            | 5 116             | Ville. Comprend Rhosmeirch (en).                          |
| Llangoed                  | Llangoed                  | 9,26             | 1 229             | Comprend Penmon (en).                                     |
| Llangristiolus            | Llangristiolus            | 25,41            | 1 357             |                                                           |
| Llanidan                  | Llanidan                  | 13,99            | 1 075             |                                                           |
| Llannerch-y-medd          | Llannerch-y-medd          | 28,52            | 1 360             | Comprend Bachau (en).                                     |
| Mechell                   | Mechell                   | 23,52            | 1 293             | Comprend Bodewryd (en), Llanfechell (en) et Tregele (en). |
| Menai Bridge              | Porthaethwy               | 3,50             | 3 376             | Ville.                                                    |
| Moelfre                   | Moelfre                   | 13,90            | 1 064             | Comprend Brynrefail (en).                                 |
| Penmynydd                 | Penmynydd                 | 13,00            | 465               |                                                           |
| Pentraeth                 | Pentraeth                 | 14,65            | 1 178             |                                                           |
| Rhoscolyn                 | Rhoscolyn                 | 9,25             | 542               | Comprend une partie de Four Mile Bridge (en).             |
| Rhosybol                  | Rhosybol                  | 29,39            | 1 078             | Comprend Rhosgoch (en).                                   |
| Rhosyr                    | Rhosyr                    | 40,47            | 2 226             | Comprend Dwyran (en) et Newborough.                       |
| Trearddur                 | Trearddur                 | 18,97            | 1 686             | Comprend Porth Dafarch (en).                              |
| Tref Alaw                 | Tref Alaw                 | 35,41            | 581               | Comprend Llanddeusant (en) et Llantrisant (en).           |
| Trewalchmai               | Trewalchmai               | 6,75             | 1 009             | Comprend Gwalchmai (en).                                  |
| Valley                    | Y Fali                    | 8,71             | 2 361             | Comprend une partie de Four Mile Bridge (en).             |

## Mégalithisme
L’île d’Anglesey abrite un certain nombre de mégalithes, notamment des menhirs (menhirs de Llanrhwydrys, de Llanfaethlu, de Llanddyfnan, etc.), et des tombes à chambre et à couloir.

### Note
1. ↑  Littéralement, « Île-d’Anglesey ».
2. ↑  Ou « Sir Ynys Môn ». Littéralement, le « comté de l’Île-d’Anglesey ».
3. ↑  Littéralement, « comté d’Anglesey » en gallois.